# Ahmed Silanyo

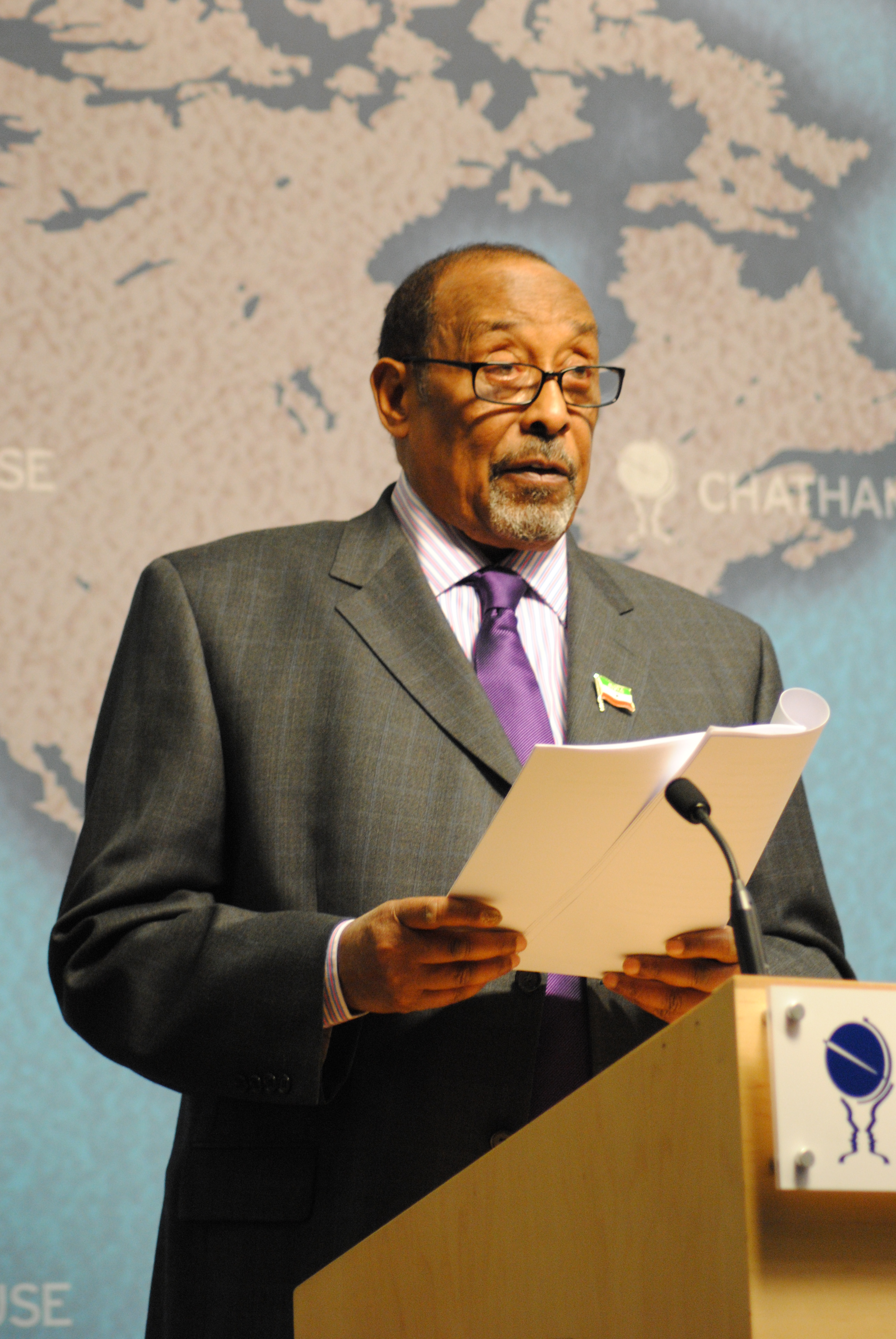
Silanyo in 2010

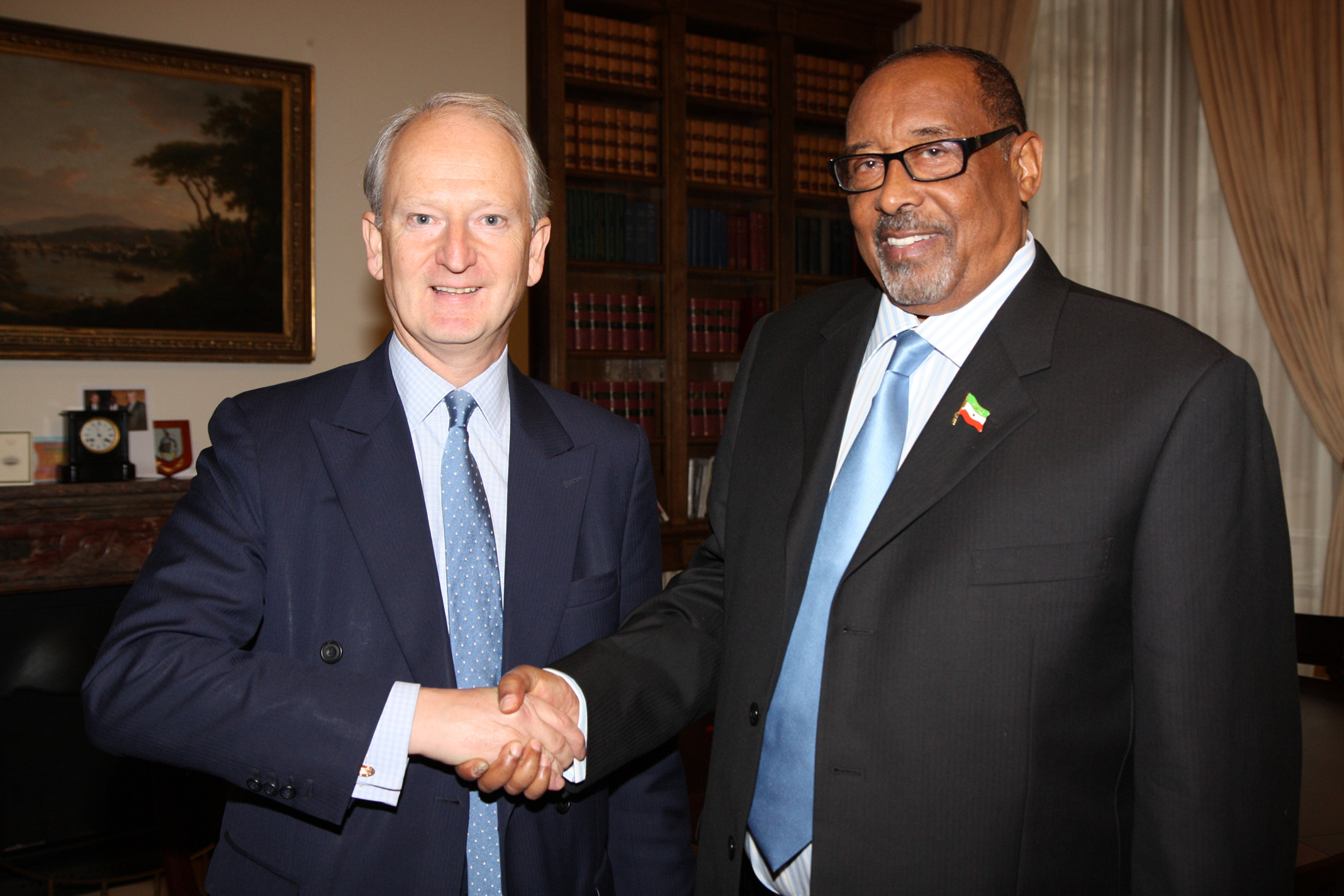
Henry Bellingham en Silanyo in 2011

Ahmed Mohammed Mahamoud Silanyo (Somalisch: Axmed Maxamuud Siilaanyo, Arabisch: احمد محمد محمود سيلانيو) (Burao, Togdheer, 1938 – Hargeisa, 15 november 2024) was een Somalisch politicus. Hij werd bij de verkiezingen van juni 2010 verkozen tot president van Somaliland, een zelfverklaarde republiek die internationaal wordt gezien als autonoom gebied binnen het door langdurige oorlogvoering verscheurde Somalië. Hij won als kandidaat van de oppositie en nam op 27 juli op vreedzame wijze de regeringsverantwoordelijkheid over van zijn voorganger Dahir Riyale Kahin.

## Biografie
Silanyo, behorend tot de clan van de Isaaq, groeide op en ging naar school in Sheekh en de antieke stad Amud in het toenmalige Britse protectoraat Somaliland. In 1958 verhuisde hij naar Londen in Engeland waar hij in 1960 een GCE haalde. Aansluitend studeerde hij economie aan de Universiteit van Manchester, waar hij in 1963 zijn Bachelor's haalde en twee jaar later zijn Master's.
Van 1965 tot 1969 was Silanyo werkzaam als ambtenaar op het Ministerie van Planning en Coördinatie in Mogadishu.
Van 1969 tot 1978 was hij onder president Siad Barre minister van achtereenvolgens het Ministerie van Planning en Coördinatie en het Ministerie van Handel. Daarna werd hij voorzitter van de nationale economische raad. In 1980 werd hij voor de tweede maal minister van Handel.
In 1982 sloot Silanyo zich aan bij de afscheidingsbeweging Somali National Movement (SNM). Tot 1984 gaf hij leiding aan de Britse tak van de afscheidingsbeweging, om kantoren en lokale SNM-afdelingen op te richten in Europa, Noord-Amerika en de Arabische wereld en door middel van lezingen aan universiteiten internationaal bewustzijn te kweken voor de onderdrukking waaronder zijn volk te lijden had onder Siad Barre. Daarna was hij tot 1990 voorzitter van het landelijk bestuur. In mei 1991 vervulde hij een sleutelrol op het congres in Burao waar Somaliland zich officieel onafhankelijk verklaarde. In 1992 organiseerde hij het "Forum For Peace" waar een wapenstilstand werd gesloten tussen rivaliserende groepen rond Berbera.
Van 1993 tot 1997 had hij zitting in het Huis van Afgevaardigden in Somaliland. Daarna werd hij minister van Financiën en vervolgens minister van Planning en Coördinatie. Zijn beleid was gericht op het beteugelen van de inflatie. Samen met president Ibrahim Egal speelde Silanyo een belangrijke rol bij het bezweren van crises met de buurlanden Djibouti en Ethiopië. Silanyo bemiddelde ook tussen SNM-veteranen en de nieuwe regering. De oppositie tegen het regime van Egal dreigde een nieuwe burgeroorlog te ontketenen, die hij met een campagne voor nationale eenheid wist te voorkomen. Hij reisde door Europa en de Verenigde Staten om lezingen te geven aan Somalilandse gemeenschappen en gesprekken aan te gaan, waarin hij de bereikte stabiliteit en ontwikkelingen benadrukte. In 2001 nam hij ontslag als minister.
In 2002 was hij mede-oprichter van de politieke partij Kulmiye (voluit Kulmiye Nabad, Midnimo iyo horumar: Partij voor vrede, eenheid en ontwikkeling). Silanyo werd de eerste partijleider en stond aan het roer toen de partij bij de volgende verkiezingen in 2003 uit het niets de tweede partij van het land werd. Ook als president blijft hij werken aan stabiliteit en internationale erkenning voor zijn land.

## Privé
Silanyo was getrouwd met Amina Weris Sheikh Mohamed Jirde. Zij vervulde als presidentsvrouw ook officiële representatieve functies.
Hij overleed op 86-jarige leeftijd in november 2024.